# Hřibojedy
Hřibojedy (en allemand : Sibojed) est une commune du district de Trutnov, dans la région de Hradec Králové, en République tchèque. Sa population s'élevait à 224 habitants en 2020.

## Géographie
Hřibojedy se trouve à 5 km au sud-sud-est de Dvůr Králové nad Labem, à 21 km au sud-sud-ouest de Trutnov, à 21 km au nord de Hradec Králové et à 106 km à l'est-nord-est de Prague.
La commune est limitée par Dvůr Králové nad Labem au nord, par Stanovice au nord-ouest, par Kuks à l'est, et par Litíč au sud-est, et par Dubenec et Libotov à l'ouest.

## Histoire
La première mention écrite du village date de 1398.